# Alienobostra
Alienobostra is een geslacht van Phasmatodea uit de familie Diapheromeridae. De wetenschappelijke naam van dit geslacht is voor het eerst geldig gepubliceerd in 2001 door Zompro.

## Soorten
Het geslacht Alienobostra omvat de volgende soorten:
- Alienobostra amplectens (Redtenbacher, 1908)
- Alienobostra brocki (Hausleithner, 1987)
- Alienobostra godmani (Redtenbacher, 1908)
- Alienobostra jugalis (Rehn, 1905)